# هنري روبنسون (لاعب كريكت أسترالي)
هنري روبنسون (11 مارس 1864 في أستراليا - 24 مارس 1931) (بالإنجليزية: Henry Robinson)‏ هو لاعب كريكت أسترالي.

## وصلات خارجية
- هنري روبنسون (لاعب كريكت أسترالي) على موقع إي آس بي آن كريك إنفو (الإنجليزية)